# Сіренки (Сумський район)
Сіренки́ — село в Україні, у Лебединській міській громаді Сумського району Сумської області. Населення становить 87 осіб. До 2020 орган місцевого самоврядування — Підопригорівська сільська рада.

## Географія
Село Сіренки знаходиться на правому березі річки Грунь, вище за течією на відстані 0,5 км розташоване село Грицини, нижче за течією на відстані 2,5 км розташоване село Грунь, на протилежному березі - село Галушки. Поруч проходить автомобільна дорога Т 1918.

## Історія
12 червня 2020 року, відповідно до Розпорядження Кабінету Міністрів України № 723-р «Про визначення адміністративних центрів та затвердження територій територіальних громад Сумської області» увійшло до складу Лебединської міської громади.
19 липня 2020 року, після ліквідації Лебединського району, село увійшло до Сумського району.